# Oca italiana

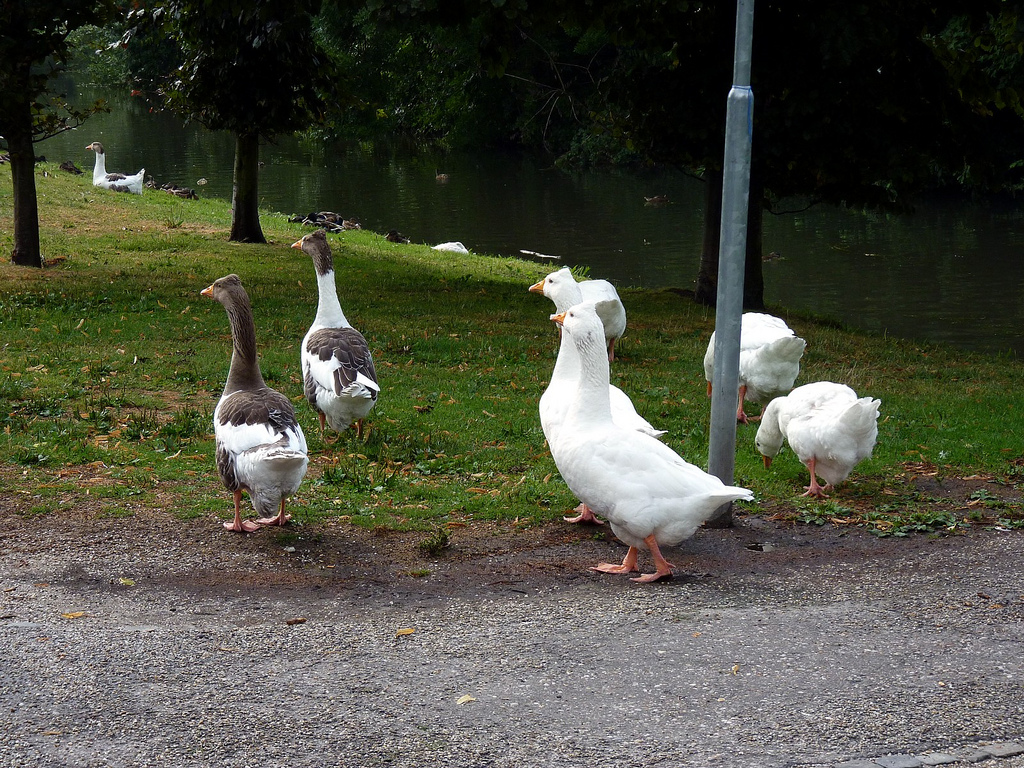
Tufted Roman Goose (Oca Romana Ciuffata)

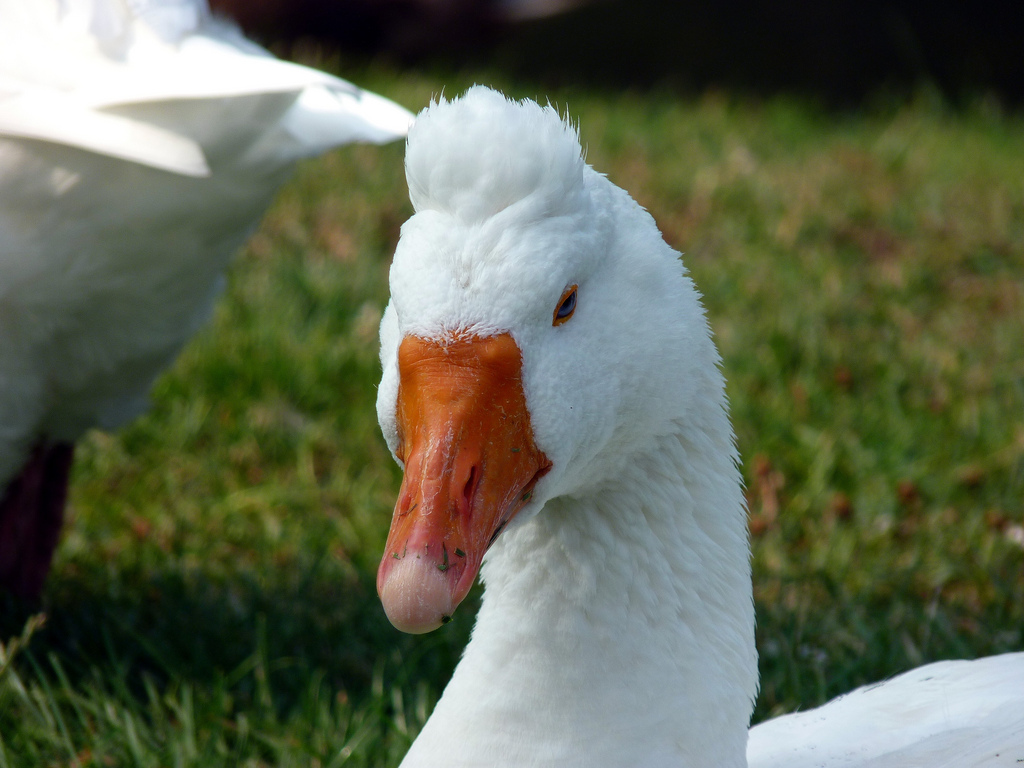
Tufted Roman Goose (Oca Romana Ciuffata)

L'oca italiana, detta anche  "oca romagnola" o "oca romana", è il nome ufficiale di una razza di oca, così denominata dallo standard italiano razze avicole nel 1996.

## Descrizione
La razza è caratterizzata dal piumaggio bianco. Il maschio pesa circa 4–5 kg ed è abbastanza aggressivo, in particolare nel periodo primaverile, quando le femmine inizieranno a deporre uova; la femmina pesa circa 6 kg ed è in grado di produrre tra le 25-35 uova ogni anno. Un uovo impiega 28-30 giorni per l'incubazione.
La quantità di deposizione può aumentare in caso di raccolta costante delle uova.

## Storia
La razza è originaria dell'Emilia-Romagna. È stata allevata come animale da cortile fin dall'antichità. Secondo Lucrezio, le leggendarie oche del Campidoglio dell'episodio del 390 a.C. erano bianche come questa razza, mentre Virgilio le descrive come grigie, facendo pensare piuttosto che fossero della razza dell'oca grigia padovana.

## Utilizzi
Nel periodo moderno, l’animale viene conservato per una serie di scopi diversi a seconda del luogo. È una razza da esposizione popolare nel Nord America, dove è più comunemente conosciuta, dal 1977, come "oca romana ciuffata", poiché possiede una cresta. In Europa, viene allevata principalmente come razza da carne, mentre in Australia viene utilizzata per entrambi gli scopi.

## Curiosità e concorsi
Il nome di "oca romana" fu attribuito dal professor Alessandro Ghigi, in onore delle oche del Campidoglio, a tutte le oche con piumaggio bianco, rapido sviluppo e abbondante produzione di uova, mentre il selezionatore Ferruccio Frau-Sanna fece notare che esistevano razze diverse di oche bianche, differenziate per mole e per produzione di uova. J. Charon, sul Journal d'agriculture pratique, si preoccupò di avere informazioni da Frau-Sanna su queste razze per migliorare le oche francesi.
L'"oca bianca romagnola" fu presentata dall'Italia alla seconda Esposizione mondiale di avicoltura, tenutasi a Barcellona nel 1924 e fu apprezzata negli Stati Uniti, dove prese il nome di "Roman Goose". In un libro inglese del 1956 si riferisce che l'oca bianca italiana era stata utilizzata in Germania e nei Paesi Bassi per originare la razza Embden.